# طاهي تنفيذي
طاهي تنفيذي أو شيف دي كوزين هو الطاهي الرئيسي في المطعم ويعتبر هذا مركز إداري تنفيذي. يكون مسؤولا عن عدة مطابخ كما يعد مسؤولا عن الإدارة الناجحة وتنسيق الطعام لعدة مطاعم. يمضي الطاهي التنفيذي عمله وقتا كبيرا من عمله في معالجة مواضيع كتحسين الربح، المساعدة في المبيعات والتسويق، تنسيق الاتصالات وضمان أن الموظفين تم تدريبهم جيدا. كما يقوم بتحضير الميزانية السنوية وتوقعات المبيعات والتكاليف لجميع المطابخ. يعرف هذا الطاهي بعدة أسماء منها مدير الطهاة أو رأس الطهاة أو معلم الطهاة.